# Clathria murphyi
Clathria murphyi är en svampdjursart som beskrevs av Hooper 1996. Clathria murphyi ingår i släktet Clathria och familjen Microcionidae. Inga underarter finns listade i Catalogue of Life.